# Turrispirillina
Turrispirillina es un género de foraminífero bentónico de la familia Spirillinidae, del suborden Spirillinina y del orden Robertinida. Su especie tipo es Spirillina conoidea. Su rango cronoestratigráfico abarca desde el Jurásico superior hasta la Actualidad.

## Clasificación
Turrispirillina incluye a las siguientes especies:
- Turrispirillina altispira
- Turrispirillina altissima
- Turrispirillina anxinensis
- Turrispirillina arctica
- Turrispirillina chincaensis
- Turrispirillina colombiensis
- Turrispirillina conoidea
- Turrispirillina crassatella
- Turrispirillina depressa
- Turrispirillina diversa
- Turrispirillina incerta
- Turrispirillina lenticularia
- Turrispirillina mira
- Turrispirillina nodulosa
- Turrispirillina philippinensis
- Turrispirillina plana
- Turrispirillina prealpina
- Turrispirillina rara
- Turrispirillina simplissima
- Turrispirillina socorroensis
- Turrispirillina spirella
- Turrispirillina submira
- Turrispirillina turbo

Otras especies consideradas en Turrispirillina son:
- Turrispirillina albemarlensis, de posición genérica incierta
- Turrispirillina lavanta, de posición genérica incierta
- Turrispirillina licia, de posición genérica incierta
  - Turrispirillina licia variabilis, de posición genérica incierta
- Turrispirillina metaporosa, de posición genérica incierta
- Turrispirillina stibanei, de posición genérica incierta